# اللغة الكاريلية
اللغة الكاريلية (karjala, karjal أو kariela) هي لغة فينية بلطيقية تنطق بالأساس في جمهورية كاريليا الروسية. الكاريلية لغويا متعلقة عن قرب باللهجات الفنلندية المنطوقة في فنلندا الشرقية وبعض لغويو الفنلندية يصنفونها كلهجة فنلندية. الكاريلية لا تختلط مع اللهجات الشرقية الجنوبية للفنلندية، أحيانا تعود ل karjalaismurteet ("اللهجات الكاريلية") في فنلندا.